# Liste der Baudenkmäler im Bonner Ortsteil Mehlem
Die folgende Liste enthält in der Denkmalliste ausgewiesene Baudenkmäler auf dem Gebiet des Bonner Ortsteils Mehlem im Stadtbezirk Bad Godesberg.
Hinweis: Die Reihenfolge der Denkmäler in dieser Liste orientiert sich an den Straßennamen und ist alternativ nach Hausnummern, Denkmallistennummer oder Bezeichnung sortierbar.
Basis ist die offizielle Denkmalliste der Stadt Bonn (Stand: 15. Januar 2021), die von der Unteren Denkmalbehörde geführt wird. Grundlage für die Aufnahme in die Denkmalliste ist das Denkmalschutzgesetz Nordrhein-Westfalens.
| Bild                                                                  | Bezeichnung                                                               | Lage                                             | Beschreibung | Bauzeit                                                                  | Eingetragen seit | Denkmal- nummer |
| --------------------------------------------------------------------- | ------------------------------------------------------------------------- | ------------------------------------------------ | --- | ------------------------------------------------------------------------ | ---------------- | --------------- |
| BW                                                                    | Villa mit Pförtnerhaus                                                    | Am Glückshaus 18–20 Karte                        | 1937 von Königswinter transloziert (Architekt: Franz Josef Krings):86–88 | 1899 (laut Bauplänen); 1937 (Translozierung)                             |                  | A 1891          |
| weitere Bilder                                                        | Kapelle zu den 7 Schmerzen Mariens                                        | Bachemer Straße / Meckenheimer Straße Karte      | | 17. Jahrhundert                                                          |                  | A 2557          |
| BW                                                                    |                                                                           | Bachemer Straße 1 Karte                          | |                                                                          |                  | A 3142          |
| weitere Bilder                                                        | Steinkreuz Mehlem 1766                                                    | Domhofstraße/Meckenheimer Straße Karte           | Inschrift: 1766 IST DIES CREUZ AUFF-GERICHTET WORDEN DURCH DAS AMBT MIELHEIM ZU EHREN DER H. FÜNFF WUNDEN | 1766                                                                     |                  | A 3585          |
| „Domhof“                                                              | „Domhof“                                                                  | Domhofstraße 25 Karte                            | |                                                                          |                  | A 295           |
|                                                                       |                                                                           | Fährstraße 26 Karte                              | Gasthof an der früheren Anlegestelle (bis 1844) der Rheinfähre Königswinter–Mehlem |                                                                          |                  | A 3838          |
| weitere Bilder                                                        | Villa „Genienaue“                                                         | Im Frankenkeller 51 Karte                        | | 1904–1905:97–100                                                         | 20. Januar 1992  | A 2393          |
| BW                                                                    |                                                                           | Langenbergsweg 82 Karte                          | |                                                                          |                  | A 3220          |
| Steinwegekreuz Mehlem                                                 | Steinwegekreuz Mehlem                                                     | Mainzer Straße / Am Nippenkreuz Karte            | | 17. Jahrhundert                                                          |                  | A 1801          |
|                                                                       |                                                                           | Mainzer Straße 82 Karte                          | Villa mit einseitig angebautem Wintergarten | Vor 1889                                                                 |                  | A 1195          |
|                                                                       |                                                                           | Mainzer Straße 132–138 / Dreholzstraße 4–6 Karte | Villa mit dazugehörigen Nebengebäuden | Nach 1850, 1886 (umfassender Umbau); 1905 (Wirtschafts-/ Remisengebäude) |                  | A 926           |
| BW                                                                    |                                                                           | Mainzer Straße 167 Karte                         | |                                                                          |                  | A 903           |
| BW                                                                    |                                                                           | Mainzer Straße 169 Karte                         | |                                                                          |                  | A 3561          |
|                                                                       |                                                                           | Mainzer Straße 171 Karte                         | | 1765                                                                     |                  | A 3553          |
| weitere Bilder                                                        | Katholische Pfarrkirche St. Severin                                       | Mainzer Straße 178 Karte                         | Architekt: Paul Richard Thomann | 1860–1863                                                                |                  | A 4013          |
| Höhenmarke des Reichsamtes für Landesaufnahme von 1934 an St. Severin | Höhenmarke des Reichsamtes für Landesaufnahme von 1934 an St. Severin     | Mainzer Straße 178 Karte                         | | 1934                                                                     |                  | A 1635          |
| weitere Bilder                                                        | Villa „Schnitzler“ bzw. „Drachenstein“, einschließlich „Drachensteinpark“ | Mainzer Straße 210 Karte                         | |                                                                          |                  | A 990           |
| BW                                                                    | Villa „Schroedter“                                                        | Mainzer Straße 225 Karte                         | | Mitte des 19. Jahrhunderts:23                                            |                  | A 9             |
| weitere Bilder                                                        | Villa Camphausen                                                          | Mainzer Straße 233 Karte                         | | Ende 19. Jahrhundert                                                     |                  | A 546           |
| BW                                                                    |                                                                           | Mainzer Straße 253 Karte                         | |                                                                          |                  | A 37            |
| BW                                                                    |                                                                           | Mainzer Straße 255 Karte                         | |                                                                          |                  | A 38            |
| weitere Bilder                                                        | Pfarrhaus                                                                 | Meckenheimer Straße 2 Karte                      | |                                                                          |                  | A 4019          |
| Schule Mehlem und Jugendherberge                                      | Schule Mehlem und Jugendherberge                                          | Meckenheimer Straße 45 Karte                     | heute „École de Gaulle-Adenauer“ |                                                                          |                  | A 276           |
| weitere Bilder                                                        | Jüdischer Friedhof Mehlem                                                 | Oberaustraße/Levyweg Karte                       | | 1868 ff.                                                                 |                  | A 2140          |
|                                                                       |                                                                           | Rüdigerstraße 2 Karte                            | ursprünglich als Gärtnerhaus der „Villa Meuthen“ errichtet:106; Architekt: Peter Wald (1931):106 | 1903; 1931 (Umbau zur Villa); 1966 (Erweiterung):12, 106 f.              | 2000             | A 3608          |
| BW                                                                    |                                                                           | Rüdigerstraße 7 Karte                            | |                                                                          |                  | A 86            |
| BW                                                                    |                                                                           | Rüdigerstraße 14 Karte                           | | 1902–1903:108 ff.                                                        | 2000             | A 3615          |
|                                                                       |                                                                           | Rüdigerstraße 33 Karte                           | Architekt: Willy Maß:118 | 1934:118                                                                 | 2000             | A 3607          |
| weitere Bilder                                                        |                                                                           | Rüdigerstraße 34 Karte                           | Architekt: Willy Maß:118; 1933 Erweiterung um Vorbau (Windfang) und Anbau mit Balkon:202 | 1909–1910:200–202                                                        | 2000             | A 3601          |
|                                                                       |                                                                           | Rüdigerstraße 35 Karte                           | Architekt: Willy Maß:118 |                                                                          | 2000             | A 3617          |
| weitere Bilder                                                        |                                                                           | Rüdigerstraße 36 Karte                           | Denkmalgeschützt: einschließlich Gartenzone zur Straße und massiver Einfriedungsmauer zum Rhein; Architekt: Peter Wald:113 f. | 1910–1911:113                                                            | 5. Juli 2000     | A 3616          |
| weitere Bilder                                                        |                                                                           | Rüdigerstraße 38 Karte                           | | 1899–1900:110                                                            |                  | A 44            |
|                                                                       |                                                                           | Rüdigerstraße 39 Karte                           | Haus/Villa „Belvedere“ |                                                                          | 2000             | A 3612          |
| Villa                                                                 | Villa                                                                     | Rüdigerstraße 42 Karte                           | Architekten: Mattar & Scheler | 1921/1922                                                                | 19. Mai 2006     | A 3916          |
| weitere Bilder                                                        |                                                                           | Rüdigerstraße 48 Karte                           | | 1912–1913:202                                                            | 2000             | A 3625          |
| weitere Bilder                                                        | Haus Steineck                                                             | Rüdigerstraße 82 Karte                           | | Ende 19. Jahrhundert                                                     | um 1982/83       | A 115           |
| Villa                                                                 | Villa                                                                     | Schlossallee 15 Karte                            | Denkmalgeschützt: einschließlich Gartenzone mit Einfriedung | 1912                                                                     | 29. Juni 2000    | A 3611          |
| weitere Bilder                                                        | Villa                                                                     | Schlossallee 19 Karte                            | Denkmalgeschützt: einschließlich Einfriedung; Architekt: Peter Wald; ab 1929 Nutzung als Fremdenpensionsbetrieb, dafür 1933 u. a. Umbau des Erdgeschosses zur Kaffeewirtschaft und Um- und Ausbau des Dachgeschosses zur Privatwohnung, in der Nachkriegszeit Rückbau des Erdgeschosses zu Wohnzwecken:235–238 | 1912:235                                                                 | 29. Juni 2000    | A 3609          |
| BW                                                                    |                                                                           | Schützengraben 2 Karte                           | |                                                                          |                  | A 3157          |
| BW                                                                    |                                                                           | Siegfriedstraße 3 Karte                          | |                                                                          |                  | A 3566          |
| BW                                                                    |                                                                           | Siegfriedstraße 5 Karte                          | |                                                                          |                  | A 3697          |
| BW                                                                    |                                                                           | Siegfriedstraße 7 Karte                          | Denkmalgeschützt: äußerer Baukörper | 1899                                                                     |                  | A 3577          |
|                                                                       |                                                                           | Siegfriedstraße 9 Karte                          | |                                                                          |                  | A 3552          |
|                                                                       |                                                                           | Siegfriedstraße 10 Karte                         | |                                                                          |                  | A 3565          |
| weitere Bilder                                                        |                                                                           | Siegfriedstraße 12 Karte                         | |                                                                          |                  | A 2305          |
| BW                                                                    |                                                                           | Siegfriedstraße 13 Karte                         | Denkmalgeschützt: äußerer Baukörper |                                                                          |                  | A 4036          |
| weitere Bilder                                                        |                                                                           | Siegfriedstraße 14 Karte                         | |                                                                          |                  | A 3582          |
| BW                                                                    |                                                                           | Siegfriedstraße 15 Karte                         | |                                                                          |                  | A 3860          |
|                                                                       |                                                                           | Siegfriedstraße 16 Karte                         | |                                                                          |                  | A 3587          |
| BW                                                                    |                                                                           | Siegfriedstraße 17 Karte                         | |                                                                          |                  | A 125           |
|                                                                       |                                                                           | Siegfriedstraße 18 Karte                         | |                                                                          | 2000             | A 3626          |
|                                                                       |                                                                           | Siegfriedstraße 23 Karte                         | Haus/Villa „Waidmansruh“ |                                                                          |                  | A 4082          |
|                                                                       |                                                                           | Siegfriedstraße 25 Karte                         | |                                                                          |                  | A 4028          |
| weitere Bilder                                                        |                                                                           | Siegfriedstraße 27 Karte                         | | 1903–1905:118                                                            |                  | A 550           |